# Francisco José Messner
Francisco José Messner- (Franz Josef Messner) -  (Brixlegg, Aústria, 8 de dezembro de 1896 — Mauthausen, Aústria, 23 de abril de 1945) foi cônsul-honorário do Brasil na Áustria, delegado comercial do Brasil para a Europa e Turquia e diretor-presidente da empresa austríaca Semperit AG.

## Biografia
Francisco José Messner, foi um bem sucedido empresário austríaco, que em  1931, solicitou e recebeu a nacionalidade brasileira. Descontente com a anexação de seu país natal em 1938 por Adolf Hitler, entrou em contato com a resistência antinazista, espionando para os aliados, enviando informações estratégicas a Allen Dulles, na Suíça.
Foi descoberto pela Gestapo em 1944 e julgado como traidor, tendo sido condenado à morte, o que ocorreu em abril de 1945, no campo de concentração de Mauthausen.